# Maison Alter Schwede
La Maison Alter Schwede est la plus ancienne maison de la ville hanséatique allemande de Wismar. Le bâtiment a été construit vers 1380 dans le style gothique en briques sur la place du marché de Wismar. Cependant, le nom d'Alter Schwede (Vieux Suédois) n'a été donné à la maison que plus tard, après la fin de la période suédoise à Wismar en 1803, ce qui est également marqué par la présence d'une tête suédoise (de) dans le portail au-dessus de la porte d'entrée.
La maison, située sur la place du Marché comme  la Maison du Commandant au n° 15, fait partie de la vieille ville de Wismar qui a été inscrite par l'UNESCO le 29 juin 2002, conjointement avec celle de Stralsund, sur la liste du Patrimoine mondial.

## Description
La structure à pignon à gradins est caractéristique d'une maison patricienne. Lors de la construction, le rez-de-chaussée abritait des locaux d'habitation et d'affaires, les autres étages servaient de stockage. En 1878, une auberge a été ouverte dans le bâtiment. Sous la RDA en 1977, le bâtiment a été largement restauré. Depuis la fin du XXe siècle, il est utilisé comme restaurant.

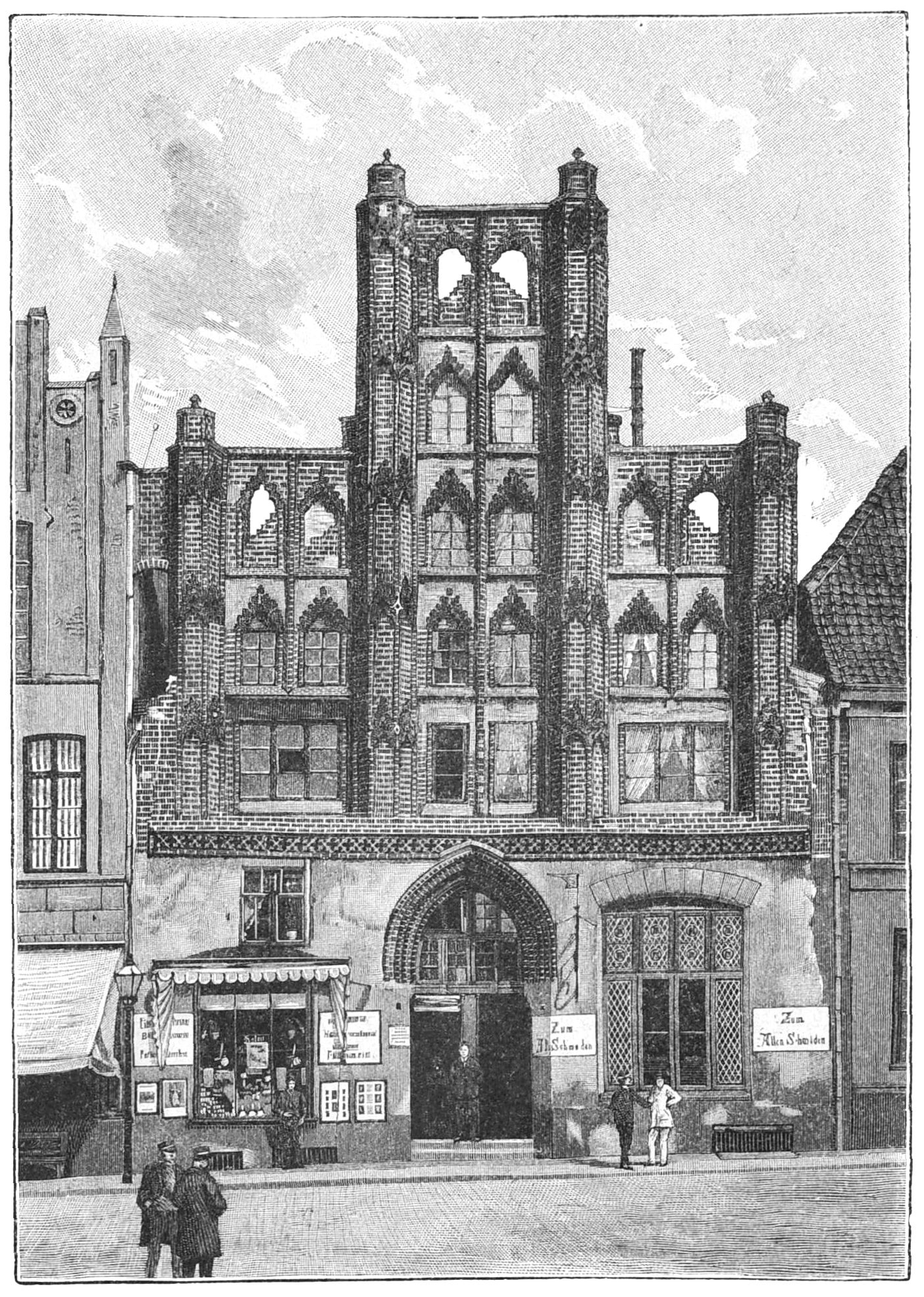
En 1892.
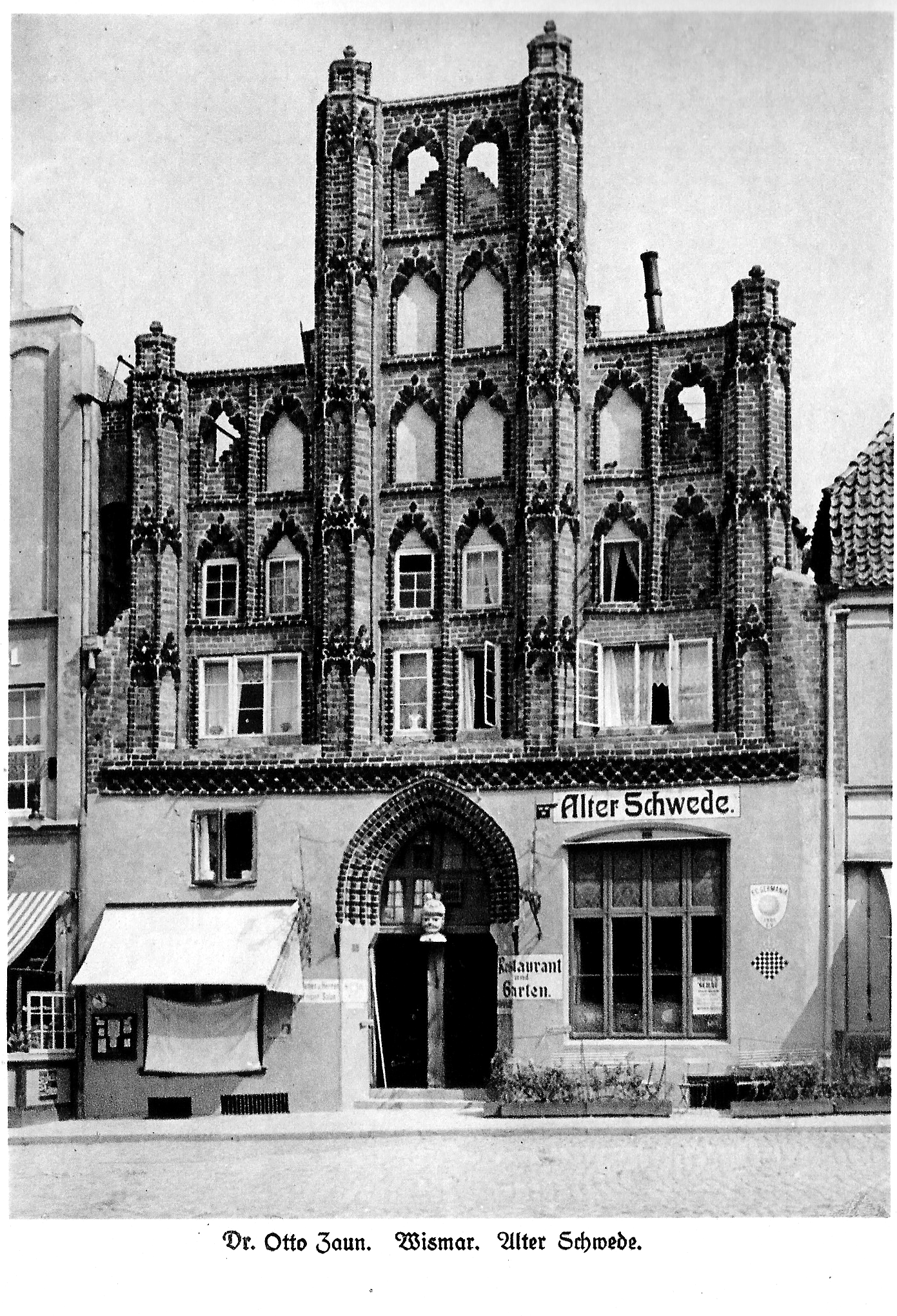
En 1935.
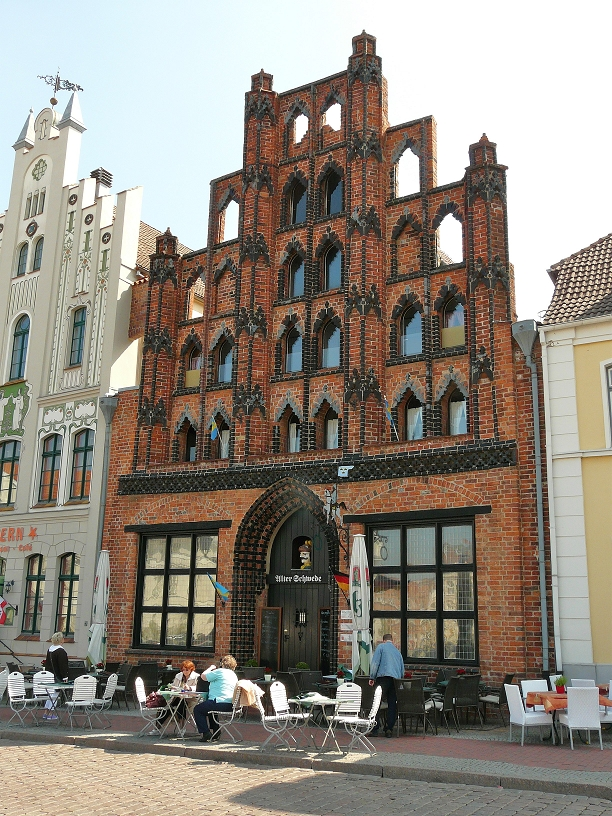
En 2010.